# MTK Budapest FC
Magyar Testgyakorlók Köre Budapest Futball Club hay viết tắt là MTK là một câu lạc bộ bóng đá của Hungary có trụ sở đặt tại Józsefváros, Budapest. Đội bóng hiện đang thi đấu tại giải bóng đá vô địch quốc gia Hungary. Màu của đội bóng là màu xanh dương pha trắng. Là một trong những câu lạc bộ giàu thành tích nhất của bóng đá Hungary, MTK đã giành chức vô địch quốc gia Hungary 23 lần và đăng quang Cúp bóng đá Hungary 12 lần. Câu lạc bộ còn đoạt Siêu cúp bóng đá Hungary 2 lần. Năm 1955, dưới cái tên Vörös Lobogó SE, họ trở thành đội bóng đầu tiên của Hungary thi đấu tại Cúp C1 vào năm 1964 họ cán đích ở vị trí á quân của European Cup Winners' Cup sau khi để thua Sporting Clube de Portugal ở trận chung kết. Câu lạc bộ đã thành lập Học viện bóng đá Sándor Károly vào năm 2001. Học viện còn có một thỏa thuận hợp tác với câu lạc bộ Liverpool của Anh.

## Lịch sử hoạt động
MTK Budapest lần đầu tham dự giải vô địch quốc gia Hungary ở mùa bóng 1903. Ở mùa giải kế tiếp, MTK đoạt danh hiệu nội địa đầu tiên. Từ năm 1913 đến 1914 và 1924–25, MTK đã thống trị bóng đá Hungary bằng 10 chức vô địch quốc gia liên tiếp.

## Màu sắc và phục trang

### Các nhà tài trợ và sản xuất áo đấu
Đây là bảng ghi lại chi tiết các nhà cung cấp và tài trợ áo đấu của MTK Budapest FC theo năm:
| Thời gian | Nhà sản xuất áo đấu | Nhà tài trợ áo đấu                    |
| --------- | ------------------- | ------------------------------------- |
| −2007     | Nike                | Fotex                                 |
| 2007–2008 | Nike                | Fotex / Sándor Károly Akadémia        |
| 2008–2009 | Nike                | Sándor Károly Akadémia                |
| 2009–2010 | Nike                | Duna Takarék / Sándor Károly Akadémia |
| 2010–2011 | Nike                | Duna Takarék                          |
| 2011–2012 | Nike                | Duna Takarék / Sándor Károly Akadémia |
| 2012–2013 | Nike                | Országos Kéktúra                      |
| 2013–     | Nike                | panzi pet                             |

## Sân vận động và cơ sở vật chất

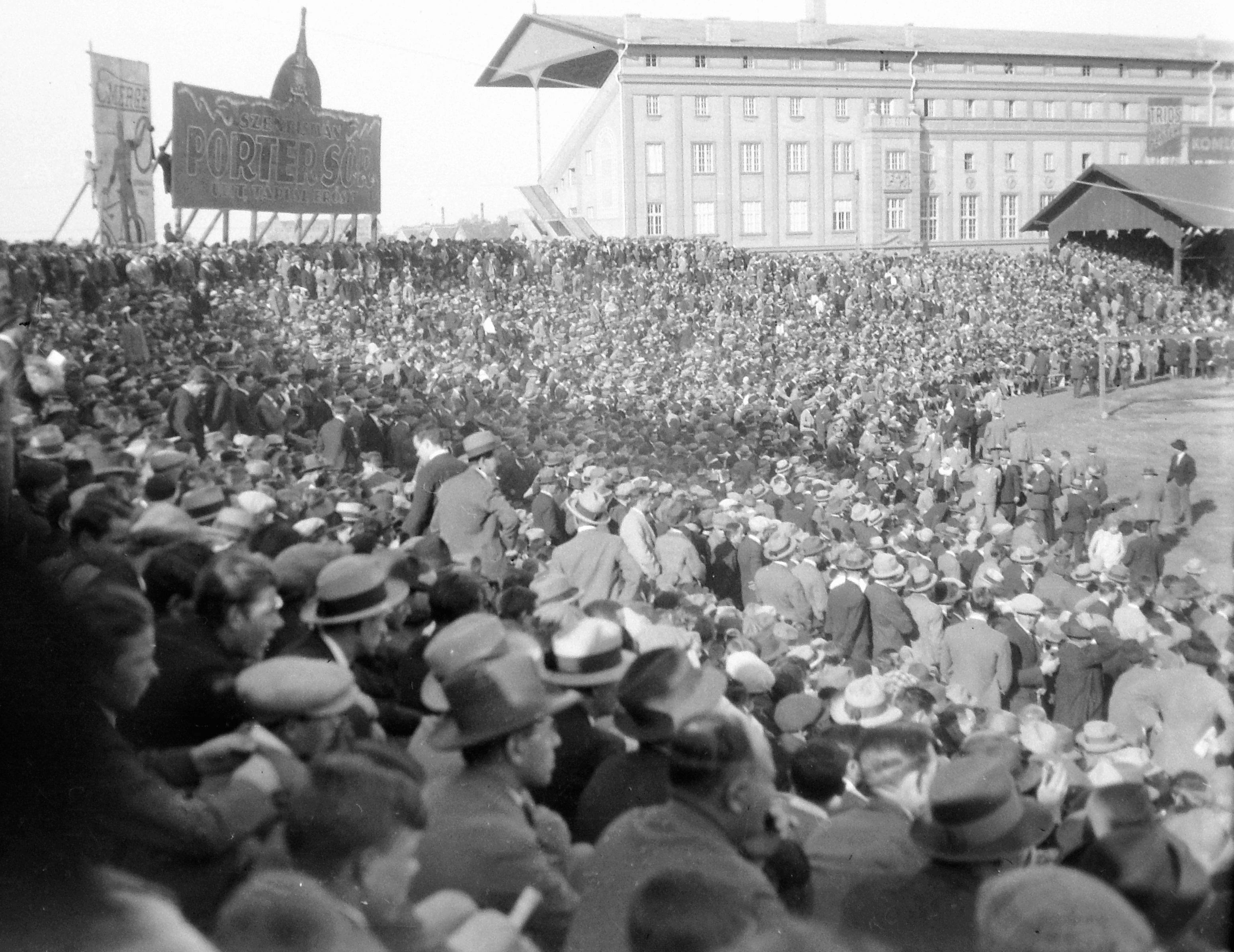
Sân Hidegkuti Nándor Stadion (1947)

Sân vận động đầu tiên của MTK Budapest khánh thành vào năm 1912. Trận đấu đầu tiên được tổ chức là màn so tài với kình địch chính của MTK Budapestlà Ferencváros vào ngày 31 tháng 3 năm 1912. Kết quả là chiến thắng 1–0 nghiêng về MTK.
Sân vận động thứ hai của MTK Budapest được xây dựng vào năm 1947 ngay sau khi kết thúc Thế chiến II. Sân bị dỡ bỏ vào năm 2014 để thiết kế một sân vận động hoàn toàn mới ngay tại chỗ tọa lạc của sân cũ.

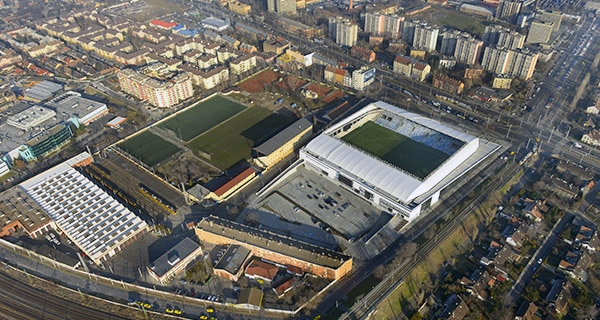
Sân vận động mới xây dựng

Hidegkuti Nándor Stadion là một sân vận động đa chức năng ở Budapest, Hungary. Sân được đổi tên và đặt theo tên cầu thủ của MTK Budapest và đội tuyển Hungary Nándor Hidegkuti. Sân đang được sử dụng trong các trận đấu bóng đá và là sân nhà của MTK Budapest.
Lantos Mihály Sportközpont là một trung tâm thể thao nằm ở Zugló, Budapest. Trung tâm được xây dựng vào năm 1896. Trung tâm có sức chứa 3.500 chỗ (2.500 chỗ ngồi). Đây là sân nhà thuộc về Budapest Micro Club, MTK Maccabi, Rower-Veled Érted Se, Vörös Meteor Egyetértés SK, Zuglói Kinizsi SE.

## Kình địch
Các trận đấu giữa MTK Budapest FC và Ferencvárosi TC được gọi là Örökrangadó hay Eternal derby (trận derby vĩnh cữu). Trận đầu tiên diễn ra ở mùa giải vô địch quốc gia Hungary năm 1903. Đây là mối thù địch bóng đá lâu đời nhất ở Hungary.

## Danh hiệu

### Nội địa
- Giải vô địch quốc gia Hungary
  - Vô địch (23): 1904, 1907–08, 1913–14, 1916–17, 1917–18, 1918–19, 1919–20, 1920–21, 1921–22, 1922–23, 1923–24, 1924–25, 1928–29, 1935–36, 1936–37, 1951, 1953, 1957–58, 1986–87, 1996–97, 1998–99, 2002–03, 2007–08
  - Á quân (20): 1909–10, 1910–11, 1911–12, 1912–13, 1925–26, 1927–28, 1930–31, 1932–33, 1939–40, 1948–49, 1949–50, 1952, 1954, 1955, 1957, 1958–59, 1962–63, 1989–90, 1999–2000, 2006–07
- Cúp bóng đá Hungary
  - Vô địch (12): 1909–10, 1910–11, 1911–12, 1913–14, 1922–23, 1924–25, 1931–32, 1951–52, 1968, 1996–97, 1997–98, 1999–2000
  - Á quân: 1934–35, 1975–76, 2011–12
- Siêu cúp bóng đá Hungary
  - Vô địch: 2003, 2008

### Cấp quốc tế
- Cúp Mitropa
  - Vô địch: 1955, 1963
  - Á quân: 1959
- European Cup Winners' Cup
  - Á quân: 1963–64
- Inter-Cities Fairs Cup
  - Lọt vào bán kết: 1961–62

### Friendly
- Štefánik Tournament in Bratislava
  - Vô địch: 1933

## Các cầu thủ

### Đội hình hiện tại
Tính đến 10 tháng 5 năm 2021
Ghi chú: Quốc kỳ chỉ đội tuyển quốc gia được xác định rõ trong điều lệ tư cách FIFA. Các cầu thủ có thể giữ hơn một quốc tịch ngoài FIFA.
| Số | VT | Quốc gia   | Cầu thủ                    |
| -- | -- | ---------- | -------------------------- |
| 1  | TM | Montenegro | Milan Mijatović (thủ quân) |
| 2  | HV | Hungary    | Benedek Varju              |
| 3  | HV | Phần Lan   | Nikolai Alho               |
| 4  | HV | Bồ Đào Nha | Tiago Ferreira             |
| 5  | HV | Hungary    | Zsombor Nagy               |
| 6  | TV | Hungary    | Benjámin Cseke             |
| 8  | TV | Hungary    | Szabolcs Mezei             |
| 9  | TĐ | Hungary    | Bence Bíró                 |
| 10 | TV | Hungary    | Martin Palincsár           |
| 11 | TĐ | Hungary    | Roland Varga               |
| 14 | TV | Hungary    | Mihály Kata                |
| 15 | HV | Hungary    | Szabolcs Barna             |
| 16 | HV | Colombia   | Sebastián Herrera          |

| Số | VT | Quốc gia             | Cầu thủ         |
| -- | -- | -------------------- | --------------- |
| 17 | TĐ | Hungary              | Dániel Prosser  |
| 18 | TM | Hungary              | Dániel Varasdi  |
| 20 | HV | Nigeria              | George Ikenne   |
| 21 | TV | Hungary              | Benjamin Balázs |
| 22 | HV | Croatia              | Marko Perković  |
| 24 | TV | Serbia               | Srđan Dimitrov  |
| 25 | TM | Hungary              | Bence Somodi    |
| 26 | TĐ | Bosna và Hercegovina | Andrija Drljo   |
| 28 | HV | Hungary              | Ádám Pintér     |
| 29 | TĐ | Ghana                | Clinton Osei    |
| 30 | TĐ | Bắc Macedonia        | Bojan Miovski   |
| 77 | HV | Hungary              | Ákos Baki       |
| 99 | TĐ | Brasil               | Myke            |

### Cho mượn
Ghi chú: Quốc kỳ chỉ đội tuyển quốc gia được xác định rõ trong điều lệ tư cách FIFA. Các cầu thủ có thể giữ hơn một quốc tịch ngoài FIFA.
| Số | VT | Quốc gia | Cầu thủ                                                     |
| -- | -- | -------- | ----------------------------------------------------------- |
| —  | TV | Hungary  | Miklós Szerencsi (tại Dorog cho đến 30 tháng 6 năm 2021)    |
| —  | TĐ | Hungary  | Ákos Zuigéber (tại Dorog cho đến 30 tháng 6 năm 2021)       |
| —  | TV | Hungary  | Máté Kovács                                                 |
| —  | TV | Hungary  | Anton Bidzilya (tại Békéscsaba cho đến 30 tháng 6 năm 2021) |
| —  | TV | Hungary  | Barnabás Nagy (tại Szentlőrinc cho đến 30 tháng 6 năm 2021) |

| Số | VT | Quốc gia | Cầu thủ                                                          |
| -- | -- | -------- | ---------------------------------------------------------------- |
| —  | TĐ | Hungary  | Péter Törőcsik (tại Szentlőrinc cho đến 30 tháng 6 năm 2021)     |
| —  | TV | Hungary  | Gergely Kapronczai (tại Szentlőrinc cho đến 30 tháng 6 năm 2021) |
| —  | HV | Hungary  | Roland Lehoczky (tại Szentlőrinc cho đến 30 tháng 6 năm 2021)    |
| —  | TM | Hungary  | Balázs Bese (tại Budafoki cho đến 30 tháng 6 năm 2021)           |
| —  | TĐ | Hungary  | Olivér Horváth (tại Haladás cho đến 30 tháng 6 năm 2021)         |

## Đội ngũ nhân sự

### Ban lãnh đạo
| Vị trí                      | Tên             |
| --------------------------- | --------------- |
| Chủ tịch                    | Tamás Deutsch   |
| Giám đốc câu lạc bộ         | József Jakobsen |
| Chủ tịch ủy ban             | Iván Serényi    |
| Thành viên của ban giám đốc | Péter Deutsch   |
| Thành viên của ban giám đốc | János Somogyi   |
| Thành viên của ban giám đốc | László Domonyai |
| Thành viên ủy ban giám sát  | István Molnár   |
| Thành viên ủy ban giám sát  | Péter Stern     |
| Thành viên ủy ban giám sát  | István Putics   |

### Bộ phận quản lý
| Vị trí                     | Tên             |
| -------------------------- | --------------- |
| Huấn luyện viên trưởng     | Michael Boris   |
| Trợ lý huấn luyện viên     | Tamás Petres    |
| Huấn luyện viên thủ môn    | József Andrusch |
| Huấn luyện viên thể lực    | András Szabó    |
| Chuyên viên xoa bóp        | János Kiss      |
| Chuyên viên xoa bóp        | István Dömök    |
| Bác sĩ câu lạc bộ          | Imre Dreissiger |
| Bác sĩ câu lạc bộ          | Dániel Kincses  |
| Quản lý kĩ thuật           | Mihály Horváth  |
| Chuyên gia vật lý trị liệu | Péter Sipos     |
| Quản lý trang phục         | Gábor Máté      |

### Lịch sử huấn luyện
| - Sándor Kertész (1903–07) - Hugó Szüsz (1907–11) - John Tait Robertson (1911–13) - Jimmy Hogan (1 tháng 7 năm 1914 – 30 tháng 6 năm 1921) - Herbert Burgess (1921–22) - Antal Frontz (1922–25) - Jimmy Hogan (1 tháng 12 năm 1925 – 30 tháng 6 năm 1927) - Gyula Feldmann (1926–28) - Béla Révész (1928–29) - Billy Hibbert (1930–31) - Imre Senkey (1931–35) - Alfréd Schaffer (1 tháng 7 năm 1933 – 30 tháng 6 năm 1934), (1 tháng 7 năm 1935 – 30 tháng 6 năm 1937) - József Braun (1937–39) - Gyula Feldmann (1939–40) - Zoltán Vágó (1945) - Károly Csapkay (1946) - Zoltán Vágó (1946) - Pál Titkos (1946–47) - Márton Bukovi (1947–54) - Tibor Kemeny (1 tháng 1 năm 1955 – 31 tháng 12 năm 1955) - Béla Volentik (1956–57) - Márton Bukovi (1957–59) | - Nándor Hidegkuti (1959–60) - Gyula Szűcs (1 tháng 1 năm 1960 – 30 tháng 6 năm 1962) - Imre Kovács (1962–64) - Béla Volentik (1964) - Károly Lakat (1965–66) - Nándor Hidegkuti (1967–68) - Ferenc Kovács (1968–69) - Tibor Palicskó (1970–72) - János Bencsik (1972) - Géza Kalocsay (1 tháng 7 năm 1972 – 30 tháng 6 năm 1974) - Imre Kovács (1974–75) - Mihály Keszthelyi (1975–77) - György Mezey (1977–80) - Antal Szentmihályi (1980) - László Szarvas (1980–81) - László Sárosi (1982–83) - Tibor Palicskó (1983–84) - György Makay (1984–85) - József Both (1985–86) - József Verebes (1986–92) | - Imre Gellei (1992–93) - Sándor Popovics (1993–94) - Bertalan Bicskei (1995–96) - István Kisteleki (1995–96) - Imre Garaba (1996–97) - József Garami (1 tháng 7 năm 1996 – 30 tháng 6 năm 1998) - Sándor Egervári (1 tháng 7 năm 1998 – 30 tháng 6 năm 1999) - Henk ten Cate (1 tháng 7 năm 1999 – 30 tháng 6 năm 2000) - Gábor Pölöskei (1 tháng 7 năm 2000 – 30 tháng 6 năm 2001) - György Bognár (2 tháng 5 năm 2001 – 24 tháng 4 năm 2002) - Sándor Egervári (1 tháng 7 năm 2002 – 30 tháng 6 năm 2004) - József Garami (1 tháng 7 năm 2004–15) - Csaba László (2015–2016) - Vaszilisz Teodoru (2016–20 tháng 12 năm 2016) - Zsolt Tamási (20.12.2016–2017) - Tamás Feczkó (9 tháng 6 năm 2017–10 tháng 3 năm 2019) - Tamás Lucsánszky (11 tháng 3 năm 2019 – 30 tháng 5 năm 2019) - Michael Boris (30 tháng 5 năm 2019 – nay) |